# لانياسكو
لانياسكو هي بلدية (كوميون) في مقاطعة كونيو في منطقة بيدمونت الإيطالية، وتقع على بعد نحو 50 كيلومتر (31 ميل) جنوب تورينو ونحو 30 كيلومتر (19 ميل) شمال كونيو.
تقع لانياسكو على حدود البلديات التالية: مانتا (بيدمونت)، سالوزو (مدينة)، سافيليانو، سكارنافيجي، فيرزولو.
أهم مواقع الجذب الرئيسية فيها هي قلعة Tapparelli d'Azeglio، التي تضم مجموعة من لوحات عصر النهضة التي رسمها لبييرو دولتشي.

## روابط خارجية
- الموقع الرسمي